# Vostok (relojes)
Vostok (en ruso: Восток, que significa Este, a veces también transliterado a caracteres latinos como Boctok o Wostok) es una firma rusa de relojes que produce principalmente relojes militares y de submarinismo con movimientos mecánicos. Vostok es una auténtica manufactura relojera, dado que sus relojes cuentan con mecanismos de factura propia. También hace relojes y movimientos para otras firmas. 

## Orígenes
La compañía Vostok fue fundada en 1942 cuando, por el avance alemán en la Campaña Rusa de la Segunda Guerra Mundial se evacuaron las fábricas moscovitas de la Primera Fábrica Estatal de Relojes, más tarde conocida como Poljot, a la ciudad tártara de Chistopol, donde aún hoy continúa situada. Durante los años de la guerra tan sólo se produjo equipamiento para el ejército, como el modelo K-43, lanzado en 1943. Al finalizar la guerra, empezaron a producir modelos para un uso civil, tanto relojes de pulsera, como el K26 "Pobeda" (victoria), como relojes de pared o de uso industrial. 
En 1962, la compañía presenta su famoso reloj Komandirskie (comandante), con destino militar. La compañía fue aprobada como suministrador oficial de relojes para el Departamento de Defensa Soviético en ese mismo año. Los relojes militares pasaban severos controles de calidad, llevaban en el dial la inscripción "ЗАКАЗ МО СССР" que significaba "Por orden del Ministerio de Defensa de la URSS", y sólo los podían adquirir militares autorizados en tiendas especiales previa acreditación. En 1967 presentarían el otro clásico de la firma, el modelo Amphibia, un reloj con la caja en acero inoxidable y sumergible a 200 metros. El desarrollo y las soluciones empleadas en el Amphibia fueron partiendo de cero, no basándose en ningún reloj de buceo de la época, fuera ruso u occidental, y alcanzando su elevada impermeabilidad gracias al uso de un grueso pero flexible cristal sintético y a grandes juntas de caucho. 
Vostok fue en su día el único fabricante de relojes de pulsera con certificación cronómetro en la Unión Soviética (Volna, Almaz y Vostok Precision), basados en el movimiento Vostok 2809 de 22 rubis. Estos relojes se fabricaron en los años'60.
En 1969, la Compañía de Relojes de Chistopol adopta el nombre de Fábrica de Relojes Vostok, nombre comercial que también adoptarían sus relojes.
Hacia 1980, Vostok produce 4,5 millones de relojes al año y exporta a decenas de países.
Cuando cae el muro y se desmorona el bloque soviético, la compañía pasa a autofinanciarse primero, y en 1992 pasa a la jurisdicción de la República Tártara. La mayoría de relojes se destina a exportación a países como Italia, Suiza o Estados Unidos, donde un Amphibia con logotipos alusivos a la operación "Tormenta del desierto" tiene buena acogida. Vostok es ya el principal fabricante ruso de relojes.

## Vostok hoy
En 2004, conjuntamente a una compañía lituana, "Koliz, Ltd." forma una empresa conjunta para vender relojes de mayor calidad en los mercados occidentales. La marca nueva sería "Vostok Europe", y sus modelos, ensamblados en Vilna, Lituania, homenajearían logros tecnológicos rusos y soviéticos. Posteriormente lanzaría una nueva marca, Amfibia, de relojes sumergibles con diseño y acabado modernos.
Vostok ha adquirido los derechos de algunos calibres mecánicos de su competidora Poljot tras el desmembramiento de la firma.
Las dos últimas novedades son el nuevo Komandirskie y el Amphibia 1967, reediciones con calidades modernas y diseño pulido de los tradicionales modelos militares soviéticos de la firma. Los modelos clásicos, con diseños y acabados toscos para lo que demanda el mercado a día de hoy, pero encanto indudable, siguen en producción.
A principios del 2010, Vostok pasó por dificultades financieras y su web fue deshabilitada. A pesar de ello, la producción no ha parado y se sigue trabajando y supliendo movimientos y relojes. A mediados del mismo año, esta crisis se solventó, debido a la llegada de nuevos inversores. Tras ello, Vostok recupera su estado habitual.

## Curiosidades
Vostok fabrica un reloj mecánico para submarinos, muy preciso y funcional en una amplia banda de temperaturas. Es una pieza muy apreciada entre coleccionistas.
Aunque los relojes Poljot eran los más usados en el programa espacial soviético, también algunos cosmonautas han subido con relojes Vostok, como Georgi Grechko y Yuri Romanenko.
Después de la Guerra del Golfo en 1992, el Pentágono recompensa a los soldados de las fuerzas aliadas con una edición especial del Vostok Amphibia marcada como "Desert Shield" (escudo del desierto).[cita requerida]
En el filme The Life Aquatic with Steve Zissou, Steve, interpretado por Bill Murray lleva un Vostok Amphibia.